# Journal général de l'Europe
Le Journal général de l'Europe est l'une des publications éditées à Liège de 1785 à 1792 qui s'inscrit dans le phénomène général par lequel cette ville participe au mouvement général des Lumières. C'est la plus radicales des publications éditées à Liège tant sur le plan politique que philosophique.  Il fut dirigé par l'ex-abbé Pierre Henri Hélène Lebrun-Tondu, Français voltairien, qui devint ministre des affaires étrangères de la République française et exécuté en 1793 pour modérantisme.

## Historique
La forme du Journal général de l'Europe a changé à plusieurs reprises, mais il s'agit toujours d'un journal d'informations générales, essentiellement politiques. Lebrun-Tondu, dès le n° 2 (7 juin 1785), annonce son intention de « propager le règne des Lumières » et de « répandre dans le public les sages principes de la Philosophie et de la Raison  ». Le sous-titre du Journal général implique un intérêt particulier pour l'économie, intérêt que l'auteur doit aux physiocrates. Mais très rapidement, le Journal général est amené à prendre position contre le prince-évêque de Liège et contre le « despotisme », Lebrun défend en même temps les réformes de Joseph II.
À la fin de 1789, son journal est devenu l'organe des « patriotes » liégeois. Obligé de quitter la principauté de Liège après l'échec de la révolution, il revient à Paris et entame une carrière politique qui le mènera au ministère des Affaires étrangères. Favorable à la monarchie constitutionnelle, il défend les thèses des Girondins. Par la force des circonstances, le Journal général fut essentiellement un journal politique, les informations culturelles n'apparaissent qu'en février 1787 et pour peu de temps, dans une seconde partie intitulée « Littérature, Sciences et Arts », puis dans les « Annonces ». En tant que journal politique, le Journal général a eu une très grande audience en France et à l'étranger. Par l'étendue de son réseau d'informateurs, puis par ses relations avec les ministres girondins, Lebrun a su faire de son journal l'une des meilleures sources d'informations sur les révolutions brabançonne, liégeoise, puis française.